# Стефан Замойський
Стефан Евстахій Замойський (пол. Stefan Eustachy Zamoyski; бл. 1620 - 1682) — шляхтич, урядник Корони Польської Речі Посполитої. Представник українсько-польського шляхетського роду Замойських гербу Єліта.

## Життєпис
Народився близько 1620 року.
1655 р. брав участь в обороні Ченстоховського монастиря від нападу шведів. Посідав уряд київського каштеляна (1662 року його попередник Александер Тарновський гербу Леліва отримав уряд сандомирського каштеляна, а його наступник Миколай Подльодовський гербу Яніна (пол. Mikołaj Podlodowski посідав уряд з 1671 року), володар Винник 1650—1682 рр.
За привілеєм короля від 4 квітня 1653 р. Стефан Замойський став орендарем (посесором) села Миклашів, його піддані повинні працювати по три дні на тиждень для дідичного села Винники, де є фільварок. Миклашів був королівщиною і кожен раз надавався в оренду, а Винники були власністю вже другого покоління Замойських (Стефан тут виріс).
17 травня 1666 р. польський король Ян II Казимир дозволив Стефанові Замойському перетворити Винники на місто, надавши йому магдебурзьке право, створити тут купецьке братство і ремісничі цехи та двічі на рік проводити у місті великі ярмарки — на Михайла та Зелені свята.
Помер 1682 року.

### Сім'я
1662 p. одружився з Доротою Лещковською (пол. Dorota Leszczkowska, бл. 1638 —1695 або 1696) гербу Правдич, донька Марека Лещковського, який купив село Сагринь у Стефана Лаща. Мав дві дочки.